# Виларето (Торино)
Виларето је насеље у Италији у округу Торино, региону Пијемонт.
Према процени из 2011. у насељу је живело 793 становника. Насеље се налази на надморској висини од 997 м.